# 21 cm kanon M/98
21 cm M/98 var en svensk fartygs- och kustartillerikanon, tillverkad av Bofors under tidigt 1900-tal. Pjäsen hade en vikt på 16 580 kg och kunde avfyra ett skott per minut. Alla pansarskepp mellan Dristigheten och Oscar II fick kanonen som huvudbeväpning, dessförinnan användes en 25,4 cm kanon med lägre eldhastighet och 10 år efter Oscar II sjösättning sjösattes Sverige som fick 28 cm pjäser. Åtta pjäser kom att överföras till kustartilleriet där pjäsen monterades i öppna värn med högre elevation som tillät längre räckvidd än i pansarskeppens trånga torn, batterier med dessa pjäser ingick i organisationen fram till mitten av 1950-talet.